# Zosterop caranegre
El zosterop caranegre (Zosterops chrysolaemus) és un ocell de la família dels zosteròpids (Zosteropidae).

## Hàbitat i distribució
Habita els boscos del nord-oest, nord-est i sud-est de Nova Guinea.